# Yegochi
Yegochi är en ort i Mexiko.   Den ligger i kommunen Guachochi och delstaten Chihuahua, i den nordvästra delen av landet, 1 200 km nordväst om huvudstaden Mexico City. Yegochi ligger 2 261 meter över havet och antalet invånare är 110.
Terrängen runt Yegochi är huvudsakligen platt, men åt nordost är den kuperad. Runt Yegochi är det mycket glesbefolkat, med 3 invånare per kvadratkilometer. Närmaste större samhälle är Bajío de Cuechi, 15,2 km nordväst om Yegochi. Omgivningarna runt Yegochi är i huvudsak ett öppet busklandskap.